# Michel Jazy
Michel Jazy (Oignies, 3 de junio de 1936-Dax, 1 de febrero de 2024) fue un atleta francés especialista en pruebas de media distancia.

## Carrera deportiva
Obtuvo la medalla de plata en los Juegos Olímpicos de Roma en 1960 tras el austrliano Herb Elliott. Asimismo fue dos veces campeón de Europa y batió los récords de la milla (en 1965 con un tiempo de 3:53.6) y el de los 2.000 m (en 1956 con un tiempo de 4:56.1)